# 国美電器
国美電器(グオメイディエンチー簡:国美电器、英語: GOME  Electronics)は中国の家電小売販売会社で、中国では2番目の規模を誇る。北京、天津、上海、広州、深圳、長沙など、都市部に支社28社を設立し、数百の直営店がある。

## 歴史
- 1987年1月1日- 北京で起業[1]。
- 1997年- 初めて北京以外での店舗を天津で開店。
- 2004年3月- 広州で開業。
- 2004年- 黒竜江省で初めて店舗を開店。
- 2004年- 中国商務部によりチェーン経営企業のトップ30において第二位であると発表[2]。
- 2004年7月- 香港証券取引所に上場[1](証券コード00493)。
- 2006年3月- マカオで初めての店舗を開店。
- 2006年11月1日- 永楽電器を53億元で買収。
- 2007年- 大中電器を36億5000万元(日本円で約558億円)で買収し同社が所有する81店舗(内61店舗は、北京)を加えて1100を超えることになる[3]。